# Little Bo-Peep
Little Bo-Peep (en anglais: Little Bo-Peep has lost her sheep) est une chanson enfantine populaire en anglais.

## Paroles
La version moderne en anglais la plus courante est: 
Little Bo-Peep has lost her sheep,

and doesn't know where to find them;

leave them alone, And they'll come home,

wagging (bringing) their tails behind them.
En français :
La petite Bo-Peep a perdu ses moutons,

et ne sait pas où les trouver;

laissez-les tranquilles, Et ils rentreront à la maison,

remuant (amenant) leur queue derrière eux.